# Anendacusta
Anendacusta is een geslacht van rechtvleugeligen uit de familie krekels (Gryllidae). De wetenschappelijke naam van dit geslacht is voor het eerst geldig gepubliceerd in 2003 door Gorochov.

## Soorten
Het geslacht Anendacusta omvat de volgende soorten:
- Anendacusta mjobergi Chopard, 1925
- Anendacusta yarramani Otte & Alexander, 1983